# Agostino Casaroli
Agostino Casaroli, né à Castel San Giovanni le 24 novembre 1914 et mort au Vatican le 9 juin 1998, est un prélat catholique italien, cardinal secrétaire d'État de 1979 à 1990, pendant le pontificat de Jean-Paul II. Il joua un rôle de premier plan dans l'Ostpolitik du Saint-Siège (les relations du Vatican avec les pays communistes du bloc de l'Est), notamment à propos du sort réservé aux chrétiens de l'autre côté du rideau de fer.

## Biographie

### Prêtre
Né dans une famille modeste de la province de Plaisance, en Émilie-Romagne, Agostino Casaroli est ordonné prêtre le 27 mai 1937 pour le diocèse de Plaisance, après avoir fait ses études au séminaire diocésain de Bedonia et au collège Alberoni de Plaisance. 
La même année, il entre à l'Académie pontificale ecclésiastique de Rome afin de s'initier à la diplomatie du Saint-Siège.
En 1961, il entre à la secrétairerie d'État du Vatican sous les ordres du pape Jean XXIII. Pendant les années qui suivirent le concile Vatican II, sous le pontificat de Paul VI, Agostino Casaroli acquiert la réputation d'être un diplomate subtil, capable de négocier efficacement avec les régimes politiques hostiles à l'Église catholique. En ce sens, il joue un rôle primordial dans l'Ostpolitik du Vatican. Les accords qu'il signe avec la Hongrie en 1964 et la Yougoslavie en 1966 marquent le début des relations du Saint-Siège avec des États où l'on persécutait les chrétiens. Ses Mémoires, publiés en 2000, révèlent de sa part une opposition au marxisme-léninisme beaucoup plus déterminée que n'a pu en juger l'opinion, à l'intérieur comme à l'extérieur de l'Église, même si cette opposition n'apparaissait pas au grand jour.
Il préside la conférence d'Helsinki sur la sécurité et la coopération en Europe (c'est-à-dire sur les rapports Est-Ouest) du 30 juillet au 1er août 1975 et participe aux délibérations de l'Acte final.

### Évêque
Au sein de la curie, il a été nommé secrétaire du conseil pour les affaires publiques de l'Église et ordonné archevêque in partibus de Carthage par le pape Paul VI le 16 juillet 1967.
Après la mort du cardinal secrétaire d'État Jean Villot, quelques mois après le début de son pontificat, Jean-Paul II l'appelle à prendre la direction de la secrétairerie d'État le 28 avril 1979. N'étant pas encore cardinal, Agostino Casaroli n'est pas nommé secrétaire d'État, mais pro-secrétaire d'État.

### Cardinal
Jean-Paul II le crée cardinal avec le titre de cardinal-prêtre des Saints-Apôtres (Ss. XII Apostoli) lors de son premier consistoire le 30 juin 1979, et le nomme le même jour cardinal secrétaire d'État et président de la commission pontificale pour l'État de la Cité du Vatican. Certains voient en lui le « vice-pape », une fonction qui évidemment n'existe pas.
De 1981 à 1984, il exerce également les fonctions de président de l'administration du patrimoine du siège apostolique.
Pendant son mandat de secrétaire d'État, il met au point et signe avec le président du Conseil italien Bettino Craxi, le 18 février 1984, le protocole de révision des accords du Latran entre le Saint-Siège et la République italienne.
Le 25 mai 1985, Jean-Paul II l'élève au rang de cardinal-évêque du diocèse de Portus-Santa-Rufina. Atteint par la limite d'âge, il quitte la secrétairerie d'État le 1er décembre 1990,  où lui succède le cardinal Angelo Sodano.
Il est vice-doyen du Sacré Collège de 1993 à sa mort, en 1998, due à un malaise cardio-respiratoire.

## Succession apostolique
Agostino Casaroli a ordonné les évêques suivants :
- Évêque Valerians Zondaks (lv) (1972)
- Évêque Ján Pásztor (de) (1973)
- Évêque Jozef Feranec (pl) (1973)
- Évêque Julius Gábriš (de) (1973)
- Évêque Josef Vrana (de) (1973)
- Archevêque Johannes Dyba (1979)
- Cardinal Renato Raffaele Martino (1980)
- Archevêque Francesco De Nittis (1981)
- Archevêque Gian Vincenzo Moreni (en) (1982)
- Archevêque Bernard Henri René Jacqueline (1982)
- Cardinal Ivan Dias (1982)
- Cardinal Fortunato Baldelli (1983)
- Archevêque Clemente Faccani (en) (1983)
- Archevêque Giovanni Battista Morandini (1983)
- Archevêque Ambrose De Paoli (1983)
- Archevêque Pier Giacomo De Nicolò (1984)
- Archevêque Ioan Robu (de) (1984)
- Cardinal Manuel Monteiro de Castro (1985)
- Cardinal Santos Abril y Castelló (1985)
- Archevêque Patrick Coveney (1985)
- Cardinale Antonio Maria Vegliò (1985)
- Archevêque Eugenio Sbarbaro (1985)
- Archevêque Antonio Mattiazzo (1985)
- Archevêque Francesco Canalini (1985)
- Archevêque Alberto Tricarico (en) (1987)
- Cardinal Giuseppe Bertello (1987)
- Cardinal José Saraiva Martins, C.M.F. (1988)
- Archevêque François Robert Bacqué (1988)
- Archevêque Faustino Sainz Muñoz (1988)
- Archevêque Piero Biggio (1989)
- Évêque Divo Zadi (it) (1989)
- Archevêque Luigi Bressan (en) (1989)
- Archevêque Giuseppe Leanza (1990)
- Archevêque John Bukovsky, S.V.D. (1990)
- Archevêque Félix del Blanco Prieto (1991)
- Archevêque Antonio Buoncristiani (it) (1994)

## Distinctions
Chevalier grand-croix de l'ordre du Mérite de la République italienne.